# Tiago Barbosa Ribeiro
Tiago Barbosa Ribeiro (19 de setembro de 1983) é um deputado e político português. Atualmente, desempenha as funções de deputado à Assembleia da República e vice-presidente do grupo parlamentar do Partido Socialista. Possui uma frequência de Mestrado em Economia e Políticas Públicas (ISEG, Universidade de Lisboa).

## Biografia
Tiago Barbosa Ribeiro é natural do Porto, cidade onde nasceu em 1983 e vive desde sempre.[carece de fontes?]
Licenciado em Sociologia com especialização (Seminário de Investigação) em Trabalho e Organizações pela Universidade do Porto. Pós-graduado em Gestão pela Universidade do Porto (Curso Geral de Gestão, Porto Business School).[carece de fontes?] Frequenta o Mestrado em Economia e Políticas Públicas no ISEG (Universidade de Lisboa).[carece de fontes?]
É quadro superior da EFACEC, onde teve responsabilidade em Portugal e internacionalmente, em particular, nas regiões do Magrebe, África Austral e América Latina.[carece de fontes?]
Nas eleições legislativas de 2005, integrou as listas do Bloco de Esquerda no Distrito do Porto no 18.º lugar, afastando-se mais tarde do partido.
É presidente da Comissão Política Concelhia do Porto do PS e, quando foi eleito pela primeira vez, em 2016, tornou-se o mais jovem presidente dessa estrutura. É membro da Comissão Política Nacional do PS.[carece de fontes?] É deputado na Assembleia Municipal do Porto e foi membro da Assembleia de Freguesia do Bonfim.
Tiago Barbosa Ribeiro é deputado do Partido Socialista desde 2015, eleito pelo círculo eleitoral do Porto.[carece de fontes?] É Coordenador dos Deputados Socialistas na Comissão de Trabalho e Segurança Social na Assembleia da República desde essa altura.[carece de fontes?]
Tem intensa atividade nesta área. Integrou, entre outros, o Grupo de Trabalho de Combate à Precariedade criado no âmbito dos acordos com BE, PCP e PEV para a solução de Governo na XIII Legislatura, o Grupo de Trabalho para a revisão das Leis Laborais e outros grupos de trabalho sectoriais. Mais recentemente coordena o Grupo de Trabalho sobre Teletrabalho.[carece de fontes?]
Integra a Comissão Eventual da Assembleia da República para o acompanhamento da aplicação das medidas de resposta à pandemia da doença COVID-19 e do processo de recuperação económica e social. Fez parte da Comissão Permanente da Assembleia da República.[carece de fontes?]
Paralelamente à sua atividade profissional, mantém desde sempre intensa participação cívica e política. Exerceu funções associativas e já colaborou com diferentes instituições do Porto.[carece de fontes?] Esteve ligado a diferentes movimentos cívicos de âmbito local e nacional. Teve responsabilidades nos «Jovens pelo Sim» pela despenalização da IVG. Foi dirigente da JS a nível concelhio, distrital e nacional, tendo liderado as estruturas concelhia e distrital da JS no Porto e integrado o Secretariado Nacional da JS.[carece de fontes?]
É membro do Conselho Superior do Futebol Clube do Porto.[carece de fontes?]
Tiago Barbosa Ribeiro é, ainda, co-autor das obras «Onde Pára o Estado? Políticas Públicas em Tempo de Crise» e «Trabalho Igual, Salário Diferente», tendo participação regular em conferências, debates e na imprensa, bem como vários artigos em publicações periódicas, jornais e revistas.[carece de fontes?]